# Tabataba
Pour plus de détails, voir Fiche technique et Distribution.
Tabataba (rumeurs) est un film malgache réalisé par Raymond Rajaonarivelo, sélectionné à la Quinzaine des réalisateurs à Cannes en 1988. Le film obtient le prix de la première œuvre aux Journées cinématographiques de Carthage et en 1989 le prix du Jury au Festival du film de Taormine (Italie) ; il est en compétition officielle au FESPACO 1989.
Le film raconte l'Insurrection malgache de 1947 dans un village Tanala à l'est de Madagascar. L'arrivée d'un leader du MDRM pour annoncer la tenue des élections fait tout basculer. La division s'installe. Une partie de la population pense que les élections permettent l'accession à l'indépendance, d'autres pensent qu'il faut prendre les armes pour s'affranchir de la domination des Français.

## Synopsis
Un train arrive en gare : en descend un homme en habit militaire, Lehidy. Une série de plans montrent la beauté de la nature. On entend les oiseaux et une musique en pédale harmonique installant une atmosphère dramatique tandis qu'à l'image apparaît un village. Une voix-off dit un proverbe : « Ecoutez la feuille, écoutez la cascade. Les bois coupés ne sont pas de la même longueur, comme la richesse des hommes ». Daba, torse nu et reconnaissable au lance-pierre qu'il porte autour du cou, va trouver Lehidy qui porte encore une chemise militaire et coupe du bois pour le prévenir qu'un étranger veut s'adresser au village. Il prévient également l'instituteur Raomby qui interrompt sa classe à qui il apprend l'alphabet où la lettre M vaut pour « Madagasikara Tanindrazana ». Le jeune frère de Lehidy, Solo, se détache qui veut lui aussi aller à la réunion mais est éconduit car il n'a que douze ans. En chemin, ils proposent à la vieille Bakanga, assise dans un vieux fauteuil occidental, de venir mais elle refuse car « on n'y parle pas comme nous ». Ami de l'instituteur, un leader du MDRM tente de convaincre l'assemblée de participer aux prochaines élections, mais une bonne partie des villageois ne fait pas confiance au processus électoral et la révolte gronde. Solo a pu assister mais en sort et regarde la lune pensif.
Au marigot, Lehidry reproche à Mahandry d'avoir payé ses impôts qui servent à payer les armes et affirme que les Américains aideront la rébellion. Au village, la vieille Bakanga, qui se protège de la pluie avec une grande feuille de bananier, rit en voyant des femmes se quereller sur le fait que le chef de canton veut que les villageois cultivent du café et abandonnent la pratique du tavy . Lehidry explique à sa mère que les « Vahaza ne rendront pas les terres parce qu'on aura voté ». Elle lui rappelle leur force militaire et que son père avait été tué pour avoir résisté.
Arrive le chef de canton qui apporte les bulletins de vote. Raomby voit que ceux du MDRM n'y figurent pas et refuse d'organiser les élections. Il est arrêté. Prévenu par Solo, Ledihy réunit des hommes pour le libérer et attaquer de nuit la prison de Manakara mais durant la bataille, Raomby est tué, de même que le chef de canton. Les insurgés doivent partir et Ledihy fait ses adieux à sa mère - qui lui donne un lamba rouge qu'elle tenait remisé - et à son frère à qui il promet de revenir avec le grade de général.
Le village rend hommage aux morts absents par des troncs de bois sous un drap et en tuant un zébu. Par la suite, Solo trouve des tracts de propagande coloniale flottant dans la rivière et des combattants nationalistes arrivent au village, qui colportent des rumeurs de victoire, lesquelles s'avèrent fausses. Les derniers hommes partent rejoindre le combat à la suite des appels de la rébellion. Solo voit que les soldats brûlent les maisons et court prévenir le village qui se vide, les femmes et les enfants allant se cacher dans la forêt. Seule reste la vieille Bakanga qui se suicide sur son fauteuil « donné par Gallieni ». Solo et sa mère souffrent de la faim, ainsi qu'une jeune mère qui perd son bébé. Quand ils reviennent au village, ils refusent le riz que les soldats distribuent. Ceux-ci mettent le feu à la maison de l'instituteur Roamby. Sa mère sauve à temps Solo et sa copine qui y regardaient des livres.
Les soldats capturent des villageois et apportent leurs armes, des lances et des fusils en bois, déclarant que « contre nos mitrailleuses automatiques, ce n'est plus une révolte, c'est un suicide ». Daba conduit la mère de Ledihy à la sépulture de son fils où est étendu le lamba rouge qu'elle lui avait remis. Revenue au village, elle s'assoit silencieusement dans le fauteuil de Bakanga tandis que le proverbe du début de film est repris en voix-off. Sur l'image de générique final, un homme remet au loin un fusil à un autre.

## Fiche technique
- Titre : Tabataba (Rumeur)
- Réalisateur : Raymond Rajaonarivelo
- Scénario : Robert Archer et Raymond Rajaonarivelo
- Adaptation et dialogues : Jérôme Tonnerre et Raymond Rajaonarivelo
- Image : Bruno Privat
- Montage : Suzane Koch
- Son : Jean-Pierre Houel
- Musique : Eddy Louiss
- Société de production : Minazara Madagascar
- Coproduction : Les Films du Volcan, la SECAE, la Sept
- Producteur délégué : Jacques Le Glou
- Genre : Drame
- Durée : 79 minutes
- Année de réalisation : 1987
- Sortie : 1988
- Restauration en 2023 au laboratoire Hiventy à partir du négatif original 35mm et des sons magnétiques, par la Cinémathèque française, la Cinémathèque Afrique de l'Institut français et Raymond Rajaonarivelo, avec le soutien d'Hiventy (TransPerfect Media France)[4].

## Distribution
- François Botozandry : Solo
- Lucien Dakadisy : Lehidy
- Rakotoson : Raomby
- Soatody : Harondro
- Rasoa : Ndriky
- Soavelo : Bakanga
- Philippe Nahon : le capitaine
- Jacky Guégan : le chef de canton
- Tsimba Tsilavo : l'aide de camp
- Philibert Wang : Mahandry
- Juliette : Velo
- Honoré Tsangandahy : le sergent
- Julienne : Rahiny
- Benja : Takarivo
- Gilbert : Dada
- Jean Lemmy Ralaivo : Rakotoson

## Tournage
Le cinéaste Raymond Rajaonarivelo habitait la France à l’époque du tournage de ce film, où il a poursuivi ses études en cinéma.
Tabataba est tourné en décors naturels dans le village de Maromena, proche d’Ifanadiana, sur la Falaise de la côte Est, qui fût brûlé en 1947, où le réalisateur prend donc délibérément de la distance par rapport au cœur du soulèvement sanglant (au moins 70 000 morts), dont l’évocation s’est trouvée censurée jusqu’à la Révolution malgache. Produit par Jacques Le Glou, il a dû être interrompu momentanément par les difficultés financières. Les comédiens, tous novices, ont dû être formés. Raymond Rajaonarivelo a travaillé durant six mois avec les acteurs recrutés dans le village. La pluie et divers problèmes s'étant posés, l'équipe a décidé de faire le sacrifice d'un zébu, coutume traditionnelle pour obtenir la bénédiction des ancêtres et qui avait été omise. Des soldats de l'armée malgache ont également collaboré comme figurants .

## Analyse
La caméra est le plus souvent fixe : ce sont les personnages qui viennent vers elle ou entrent dans le champ. Le plus souvent, elle se tient à la hauteur du visage de Solo, aux yeux duquel se déroule l'histoire et qui fait le lien entre les personnages. Les travellings sont horizontaux, un rail de 200 mètres a dû être construit. Le film se découpe en 285 plans, dont le plus long atteint 2 min 20 s, lorsque Daba accompagne la mère de Ledihy sur sa tombe.
Solo signifie le remplaçant : pour le réalisateur, ce prénom renvoie à la mémoire collective. Il en sera le représentant et le légataire. Le terme tabataba qui signifie rumeur mais aussi brouhaha ou tumulte fut également employé pour désigner l'Insurrection malgache de 1947. Comme l'explique Raymond Rajaonarivelo, « Tout le monde me racontait une histoire, jamais la même. Cela a donné lieu à une rumeur qui me paraissait refléter ce que j'avais entendu là-bas. Ce sont toutes ces mémoires qui m'ont servi à écrire le scénario ».
La vieille Bakanga est un hommage à un homme hémiplégique qui avait raconté son insurrection au réalisateur alors enfant. Elle est assise sur un fauteuil Louis XVI que lui a offert le Général Galliéni, mais il est également dit en suspens qu'elle avait déjà dû se réfugier en forêt lors de la révolte des Menalamba en 1897. Trônant au milieu du village, elle en représente la mémoire. Lorsqu'elle déclare en malgache à propos des bulletins de vote que « Papiers dans la boîte, c'est du vent dans les arbres », elle déclenche l'hilarité de l'assistance.
A l'exception de l'attaque de la prison de Manakara, le film ne montre pas de batailles sanglantes. C'est, selon Karine Blanchon, un signe que Tabataba est bien plus qu'un film sur 1947. Elle cite le réalisateur : « Tabataba est l'histoire d'une destruction physique, psychologique et morale de la société villageoise. C'est un film atemporel malgré ses dates (...), un hommage à tous ceux qui sont morts pour cette idée merveilleuse qui est la liberté ». Il s'agit donc d'un travail de mémoire, issu de larges recherches historiques mais sans prétention : « J'ai juste allumé une bougie ».
« Le malgache est une langue allégorique où les phrases sont souvent des traductions d’images. Voilà pourquoi Tabataba n’est pas bavard : la compréhension est dans le silence. L’émotion arrive car l’arbre est là, qu’il bouge et que ce bout de vent fait peur. Seule l’image peut le faire », indique Raymond Rajaonarivelo à Olivier Barlet. Quant à l'arrivée des soldats dans le village, elle éteint tous les sons en un contrepoint qui mobilise le spectateur,.

## Réception du film
Longtemps interdit à Madagascar, Tabataba a été diffusé en France sur la Sept dans une soirée du cycle africain regards croisés sur un continent en janvier 1991. Il sort dans les salles françaises le 22 février 1989 et y ressort le 24 avril 2008.
Selon Bineta Diagne, « Rajaonarivelo fait allègrement allusion à l'exploitation des richesses économiques de l'île par la Métropole ». Elle regrette cependant que le film se focalise sur l'imaginaire de la révolte et n'approfondisse pas l'aspect politique, mettant au contraire en avant la naïveté des révolutionnaires malgaches.
Au fond, pour Olivier Barlet, le tragique d'une communauté coincée entre la répression coloniale et sa propre infériorité militaire débouche non sur la preuve de la naïveté des Malgaches mais sur l'affirmation d'une dignité malgré la défaite, incarnée par la vieille Bakanga, tandis que « Solo s’ouvre à une compréhension globale des choses ». Le film est un véritable chant métaphysique, comme le proverbe qui ouvre et ferme le film : il fallait mieux regarder ce qui fait le mouvement de la nature et de la vie pour fonder un monde nouveau.
Pour Jacques Siclier, Raymond Rajaonarivelo « a réalisé une sorte d'imagerie destinée moins à émouvoir qu'à fixer la crise insurrectionnelle dans la vie quotidienne d'une communauté rurale isolée, moralement et physiquement détruite ».
Les années ont beau passer, la pertinence de Tabataba demeure, écrit Madagasikara : « Chaque personnage, chaque paysage est un symbole, créant une mosaïque d’émotions et de pensées ».
Pour Françoise Raison-Jourde, le film n'est pas voué à la fabrication de héros nationalistes. Rajaonarivelo s’en est défendu car il ne croit pas que le premier mouvement des Français ait été de tuer et parce que 1947 fut un phénomène complexe où « toutes les victimes ne furent pas d’un côté ». La vision se concentre donc sur l’imaginaire de la révolte : « Écoutant des acteurs dignes, pudiques, authentiques s’expliquer, bien plus qu’il ne nous les explique, le réalisateur nous épargne tout didactisme ».